# Mai Kyōkawa
Mai Kyōkawa – jap. 京川 舞 Kyōkawa Mai – (* 28. Dezember 1993 in Omitama, Präfektur Ibaraki) ist eine japanische Fußballspielerin.

## Karriere

### Vereine
Sie begann ihre Karriere im Seniorenbereich bei INAC Kōbe Leonessa. Mit dem Erstligisten gewann sie am Ende der Spielzeiten 2012 und 2013 jeweils die Meisterschaft.
Zur Saison 2022/23 wurde sie vom Bundesligisten 1. FFC Turbine Potsdam verpflichtet.

### Nationalmannschaft
Mit der U17-Nationalmannschaft qualifizierte sie sich für die vom 5. bis 25. September 2010 in Trinidad und Tobago ausgetragene Weltmeisterschaft. Sie bestritt alle drei Spiele der Gruppe C und erzielte im zweiten Gruppenspiel beim 6:0-Sieg über die Auswahl Venezuelas gleich drei Tore. Im weiteren Turnierverlauf erreichte sie mit ihrer Mannschaft – nach den jeweiligen 2:1-Viertel- und Halbfinalsiegen über die Auswahl Irlands und Nordkoreas – das Finale. Dieses wurde im Hasely Crawford Stadium von Port of Spain mit 4:5 im Elfmeterschießen gegen die U17-Nationalmannschaft Südkoreas verloren; die notwendig gewordenen Verlängerung nach dem 2:2-Endstand in der regulären Spielzeit, fand mit dem 3:3 ebenfalls keinen Gewinner. Kyōkawa nahm am Elfmeterschießen nicht teil, da sie in der 86. Minute für Ayu Nakada ausgewechselt wurde. Für die Nachwuchsnationalmannschaften der Altersklassen U19 und U20 kam sie ebenfalls zu Länderspielen.
Für die A-Nationalmannschaft debütierte sie am 2. März 2012 im Turnier um den Algarve-Cup. In Parchal wurde die Nationalmannschaft Dänemarks mit 2:0 bezwungen. Mit dem 1:0-Sieg über die US-amerikanische Nationalmannschaft am 5. März in Faro erreichte ihre Mannschaft das Finale, das am 7. März an selber Stätte mit 3:4 gegen die Nationalmannschaft Deutschlands verloren wurde. In diesen beiden Turnierspielen wurde sie jedoch nicht eingesetzt.

## Erfolge
- Algarve-Cup-Finalist 2012
- Japanische Meisterschaft 2012, 2013